# Nazionale femminile di pallanuoto del Brasile
La nazionale di pallanuoto femminile del Brasile è la rappresentativa brasiliana nelle competizioni femminili internazionali di pallanuoto. È gestita dalla Confederação Brasileira de Desportos Aquáticos.
Il Brasile ha partecipato a tredici edizioni dei campionati mondiali. Il miglior piazzamento è stato l'ottavo posto del 1991, sebbene in quella circostanza si trattasse dell'ultimo in classifica; in seguito ha raggiunto per tre volte il decimo posto. In ambito continentale le brasiliane hanno vinto per sei volte il bronzo ai Giochi panamericani.

## Risultati
Olimpiadi
- 2016: 8º posto

Mondiali
- 1991: 8º posto
- 1994: 11º posto
- 1998: 10º posto
- 2001: 10º posto
- 2003: 12º posto
- 2005: 13º posto
- 2007: 10º posto
- 2009: 13º posto
- 2011: 14º posto
- 2013: 14º posto
- 2015: 10º posto
- 2017: 14º posto
- 2022: 14º posto
- 2023: rinuncia
- 2024: 15º posto

Giochi panamericani
- 1999:  Bronzo
- 2003:  Bronzo
- 2007: 4º posto
- 2011:  Bronzo
- 2015:  Bronzo
- 2019:  Bronzo
- 2023:  Bronzo

Coppa del Mondo
- 1991: 8º posto

World League
- 2014: 8º posto
- 2015: 8º posto
- 2016: 8º posto

## Formazioni
- Giochi panamericani - Winnipeg 1999 -  Bronzo:

Ana Monteiro, Antonella Bertolucci, Camila Pedrosa, Cláudia Graner, Cristiana Pinciroli, Cristina Beer, Mariana Fleury, Mariana Secches, Mariana Roriz, Mariangela Corrêa, Raquel Maizza.
- Giochi panamericani - Santo Domingo 2003 -  Bronzo:

Viviane Costa, Andréa Henriques, Camila Pedrosa, Cláudia Graner, Flávia Fernandes, Mariana Roriz, Maria Marques, Marina Canetti, Mayla Siracusa, Melina Teno, Tess Oliveira, Rubi Palmieri, Ana Vasconcelos.
- Mondiali - Shanghai 2011 - 14º posto:

Tess de Oliveira, Cecilia Canetti, Marina Zablith, Marina Canetti, Catherine de Oliveira, Izabella Chiappini, Cristina Beer, Luiza Carvalho, Fernanda Lissoni, Gabriela Gozani, Mirela Coutinho, Gabriela Dias, Manuela Canetti. CT: Roberto Chiappini..
- Giochi panamericani - Guadalajara 2011 -  Bronzo:

Tess de Oliveira, Cecilia Canetti, Marina Zablith, Marina Canetti, Catherine de Oliveira, Izabella Chiappini, Cristina Beer, Luiza Carvalho, Fernanda Lissoni, Gabriela Gozani, Mirela Coutinho, Gabriela Dias, Manuela Canetti.